# Maude Amelia Lyon
Maude Amelia Lyon, conocida como Maude A. Morris o Maude Morris (c. década de 1880-1961) fue una activista liberiana defensora de los derechos de las mujeres y cultivadora de caucho. Fundó el National Liberian Women Social and Political Movement y reclamó el derecho al voto de las mujeres.

## Biografía
Maude Lyon era hija del embajador de Estados Unidos en Liberia, Ernest Lyon cargo que ocupó entre 1903 y 1910. En 1907 se casó con John Lewis Morris (1882-1935), quien más tarde se desempeñó como secretario de estado de Liberia durante el mandato de Daniel E. Howard de 1912 a 1920.
En 1920 fundó el National Liberian Women Social and Political Movement (NLWSPM), para luchar por la participación de las mujeres en el gobierno liberiano. Sin embargo, el presidente Charles DB King se opuso a la organización con el argumento de que equivalía a la "americanización" de las mujeres liberianas. En 1932, Maude intentó al parecer nuevamente organizar a las mujeres, encabezando un grupo que solicitó a la legislatura nacional la modificación de la constitución para reconocer el sufragio femenino. «Esto también fue tratado con risas y desprecio».
En 1924, Morris compró algunos árboles de caucho jóvenes de la plantación Firestone en Harbel. Después de que se plantaran con éxito en la granja familiar cerca de Monrovia empezó a expandirse. Después de la muerte de su esposo en 1935, su hijo mayor, Harry L. Morris, regresó a Liberia para ayudarle a continuar con la granja. En 1954, la familia se había trasladado a vivir cerca de Kakata. La finca constaba de casi 3000 acres y las ventas de caucho recaudaban más de $100 000 por año. 
En 1945 Morris formó parte de la delegación de Liberia a la Conferencia de San Francisco que creó las Naciones Unidas.
Los informes administrativos británicos hacían la siguiente descripción Maude a finales de la década de 1940:

Una de las figuras más pintorescas de Liberia y, a pesar de su edad y enorme tamaño, sigue siendo un factor poderoso en la vida pública del país [...] ha criado sola a una familia de cuatro hijos y transformó una granja abandonada cerca de Monrovia dejada por su difunto esposo, en una próspera plantación de caucho y frutas. Se la encuentra en casi todos los comités gubernamentales, de la Cruz Roja y de bienestar social; y su voz, levantada constantemente en aras de la justicia y el juego limpio, es un terror para los funcionarios del gobierno y los políticos que se han encontrado deficientes. Siempre es bienvenida tanto en los hogares de los blancos como en los de su propia raza, y de esta manera actúa como una especie de vínculo entre los dos pueblos. Ella es verdaderamente una institución liberiana venerable y honorable.

Murió a los setenta años en 1961.